# Василівка (Моначинівський старостинський округ)
Васи́лівка —  село в Україні, у Куп'янському районі Харківської області. Входить до складу Кіндрашівської сільської громади. Населення становить 30 осіб.

## Географія
Село Василівка знаходиться на відстані 1 км від села Моначинівка. До села примикає невеликий лісовий масив (дуб). В селі є кілька невеликих ставків.

## Історія
- 1820 — дата заснування.
- 7 (20) листопада 1917 року, відповідно до Третього Універсалу Української Центральної Ради, увійшло до складу Української Народної Республіки[1].
- До 2020 року орган місцевого самоврядування — Моначинівська сільська рада.
- 12 червня 2020 року, відповідно до розпорядження Кабінету Міністрів України № 725-р «Про визначення адміністративних центрів та затвердження територій територіальних громад Харківської області», увійшло до складу Кіндрашівської сільської територіальної громади[2].